# Берхан из Клойн Соста
Берхан (VIII век) — епископ из Клойн Соста, пророк в Уи Фаилиги. Дни памяти — 4 августа, 4 декабря.
Берхан из Клойн Соста (Berchán of Clúain Sosta) был хорошо известен в средние века. Хотя его имя не упоминается в тексте Энгус Клоненахский (Féilire Oengusso), оно встречается у Роулинсона (Rawlinson), который описывает его как fer dá leithe (человек из двух половинок), который половину жизни прожил в Шотландии, а половину — в Ирландии. Его считают британцем, который поселился на территории королевства Уи Фаилиги, нынешний Клонсаст (Cloonsast), графство Оффали. Он упоминается в Лейнстерской книге как епископ. Также его имя встречается в списке ирландских епископов, составленном Дублтахом мак Фирбизихом в марте 1766 года, где и указывается 4 декабря, как дата его памяти. Его полное имя имеет вид Берхан мак Муирдах (Berchán mac Muiredaich). Согласно Лейнстерской книге его матерью была Фиаман инген Диармата (Fiaman ingen Diarmata) из северной ветви могущественной династии Уи Нейллов. В этой книге святой Берхан описан как пророк, епископ и поэт.
«Пророчество Берхана» представляет собой историческую поэму из двух частей. Первая часть посвящена монастырю святого берхана и атакам викингов против него. Там иже имеются детали правлений королей Ирландии. Вторая часть посвящена королям Шотландии и содержит в себе описание Макбета.